# هالوك متفرع
الهالوك المتفرع أو حامول أو هالوك هو نبات طفيلي من جنس الهالوك وهذا النوع أصله أوروبا وأسيا وشمال أفريقيا وهو منتشر على نطاق العالم، وهو يصيب عدة محاصيل وخصوصاً التبغ و البطاطا و الطماطم.
النبات ثنائي الحول أو معمر اعتماداً على العائل. يكون النبات سيقان رفيعة قائمة منتفخة القاعدة تتصل بجذر العائل، السيقان لونها أصفر تنموا إلى ارتفاع 10 إلى 60 سم وسطحها مغطى بشعيرات غدية، وهذا النبات خال من صبغة الكلوروفيل والأوراق مختزلة قشرية 3 - 10 مم بيضوية إلى بيضوية رمحية. النورة بيضاء وزرقاء إلى أرجوانية.